# Baharat
El Baharat ("espècia" en àrab), és una mescla d'espècies de l'Orient Pròxim, que es fa servir principalment a les cuines d'Egipte, el Líban, Jordània, Síria, Israel i Palestina.

## Fórmula
La seva composició inclou, habitualment:
- Pebre negre
- Comí
- Canyella
- Clavell d'espècia

Tanmateix, també pot incloure pebre de Jamaica, canyella de la Xina, nou moscada, gingebre, cardamom, fenigrec, llavor de coriandre i diverses herbes, com a la sajolida silvestre o la menta.

## Ús
S'utilitza habitualment per aportar profunditat aromàtica a les sopes, les sales de tomàquet, les llentilles, els pilafs, els cuscús, el peix, el pollastre i altres carns, i pot fregir-se en mantega per incorporar-ho a un dal.

## Variacions
Al Líban, on s'anomena mescla de set espècies, s'hi afegeix fenigrec. Els turcs hi afegeixen menta, mentre que a Tunísia acostumen a aromatitzar-lo amb pètals de rosa. Al Gòlf Pèrsic se'l coneix amb el nom de kebsa, i s'hi incorpora llimona dolça seca i safrà.

## Preparació
Per elaborar el Baharat s'introdueix en un morter o molí d'espècies els grans de pebre negre, les llavors de coriandre i de comí, els clavells d'espècia, les llavors de cardamom i la menta seca. Un cop tot estigui ben molt, es mescla amb la canyella i la nou moscada. Es recomana conservar en un recipient hermètic durant un màxim de dos mesos.